# Can Vila-Vella
Can Vila-Vella és una obra del municipi de Cassà de la Selva (Gironès) inclosa en l'Inventari del Patrimoni Arquitectònic de Catalunya.

## Descripció
L'edifici primitiu era de planta quadrada i coberta de teula a dues vessants. S'estructura a partir de tres crugies i presenta murs portants amb pedra morterada. La construcció d'una capella i d'altres edificacions annexes configuren la formació d'un pati al davant de la façana principal. La façana del mas presenta una porta gòtica amb llinda horitzontal de pedra i una finestra central en el primer pis també gòtica amb impostes. La capella és de planta quadrada amb volta de canó i porta d'accés gòtica amb llinda de pedra. Es conserven l'espadanya de la capella. Al pati hi ha un pou amb abeuradors de pedra. Es conserva l'era circular amb paviment rajol, avui coberta per l'herba.

## Història
Es tracta d'una masia amb orígens al s. XIV i fou reformada progressivament. Així, trobem una finestra al primer pis amb data de 1630. La construcció de la capella va donar importància a aquest mas. És dedicada a Sant Vicenç i actualment encara hi ha culte amb certa periodicitat.